# Nouf bint Abd al-Aziz Al Sa'ud
Nouf bint ʿAbd al-ʿAzīz Āl Saʿūd (... – Riad, agosto 2015) è stata una principessa saudita, che era nota per il suo patrocinio di numerose mostre in Arabia Saudita.

## Biografia
Nouf bint Abdulaziz era una dei tre figli del re Abdulaziz e Fahda bint Asi Al Shuraim. Sua madre, Fahda, apparteneva alla sezione Abde della tribù Shammar. Era la figlia di Asi bin Shuraim Al Shammari, che era lo sceicco della parte meridionale della tribù. Dopo che suo marito, Saud bin Abdulaziz Al Rashid, l'ultimo emiro della dinastia Rashidi, fu ucciso da suo cugino nel 1920, Fahda sposò Abdulaziz. Nouf aveva due fratelli pieni: il re Abdullah e la principessa Seeta.
Nouf bint Abdulaziz sposò Abdullah bin Mohammed Al Saud, un discendente di Saud bin Faisal, uno zio del re Abdulaziz. Uno dei suoi figli era Faisal bin Abdullah Al Saud, ministro dell'Istruzione saudita dal 2009 al 2013. Nouf bint Abdulaziz ha finanziato diverse mostre, una delle quali è stata la mostra Khalid presso il King Abdulaziz Historical Center di Riyadh nel maggio 2010. La mostra copriva pubblicazioni, fotografie, libri, film e alcuni effetti personali di re Khalid. È morta nell'agosto 2015 a Riad.